# تپراقلو
تپراقلو روستایی است که در استان اردبیل، شهرستان اردبیل، بخش مرکزی، دهستان شرقی قرار دارد.

## جمعیّت
بر اساس سرشماری سال ۱۳۸۵ جمعیّت این روستا ۸۸۸ نفر با ۱۸۹ خانوار بوده‌است.
این روستا دارای ۴شهید والا مقام میباشد
(فردین اصلانی)